# Ulriksdals pumphus

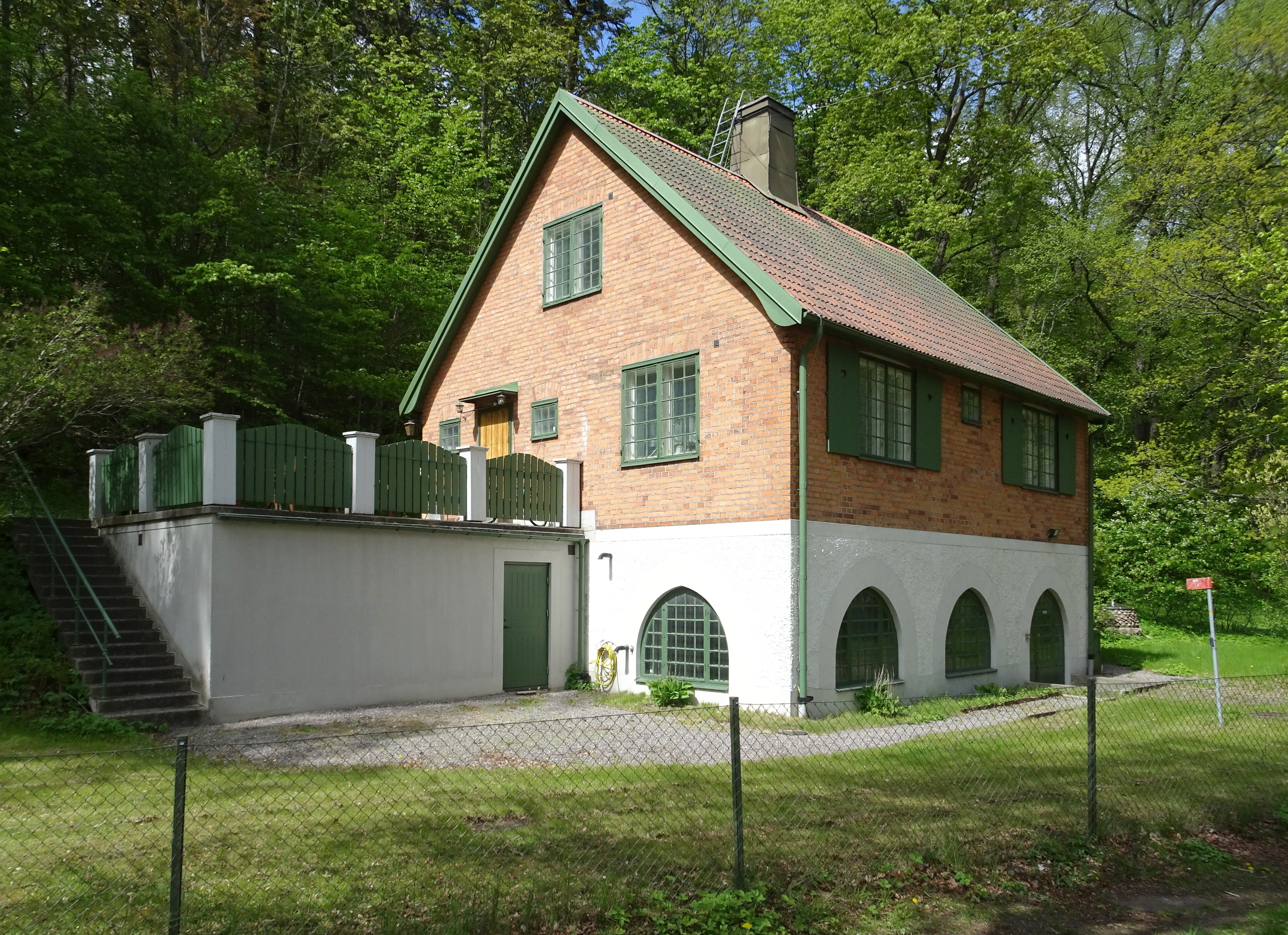
Ulriksdals pumphus, maj 2020.

Ulriksdals pumphus är en kulturhistorisk intressant byggnad vid Ulriksdalsvägen 5 på Ulriksdals slottsområde i Solna kommun. Pumphuset uppfördes 1909–1910 för att pumpa dricksvatten till Stocksunds och Råsunda vattentorn. Byggnaden ligger i södra delen av slottsfastigheten Ulriksdal 2:3 som är ett statligt byggnadsminne sedan år 1935.

## Historik

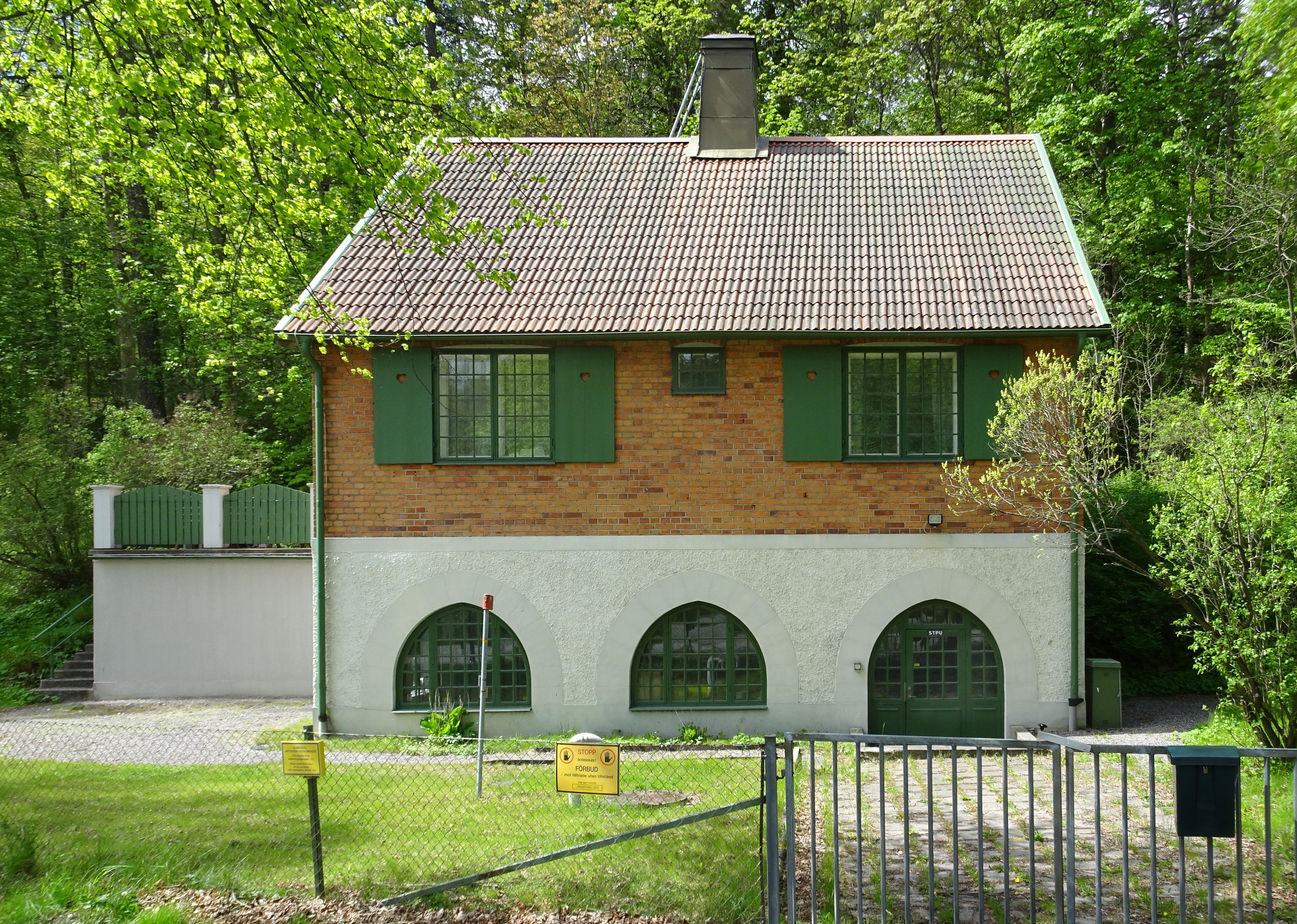
Ulriksdals pumphus, maj 2020.

Vattenförsörjningen var ett av de viktigare problemen att lösa när Råsunda och Stocksunds förstäder skulle byggas. År 1909 upprättades därför ett avtal mellan Ulriksdals slottsförvaltning och Råsundas och Stocksunds exploateringsbolag, enligt detta avtal skulle de nya municipalsamhällena Råsunda och Stocksund får sitt dricksvatten ur Stockholmsåsen på Ulriksdals slottsområde. Därifrån pumpades vattnet i rörledningar till vattentornen i Råsunda respektive Stocksund, cirka 2,5 kilometer respektive 2,2 kilometer bort. 
Vattentornet i Råsunda och pumphuset på Ulriksdal ritades av arkitekt Sigge Cronstedt i nationalromantisk stil i rött tegel och uppfördes av byggnadsaktiebolaget Kreuger & Toll. Vattentornet i Stocksund ritades av arkitekt David Lundegård och konstruerades av väg- och vattenbyggnadsingenjören Carl Forssell. Hela anläggningen invigdes 1910.
Båda vattentorn finns bevarade men är tagna ur drift och ombyggda till bostäder. Även pumphuset vid Ulriksdalsvägen finns kvar. Det fungerar fortfarande som pumpstation för reservvattentäkt och är ett skyddsobjekt. I källarvåningen står den tekniska utrustningen, numera moderniserad, och ovanpå fanns bostaden för föreståndaren, idag privatbostad. År 1978 renoverades huset och en ny terrass tillbyggdes mot söder 1992.